# Louise Currie
Louise Currie (Oklahoma City, 7 de abril de 1913 - Santa Mónica, 8 de septiembre de 2013) fue una actriz de cine estadounidense, activa desde 1940 hasta principios de 1950.

## Biografía
Currie nació en Oklahoma City, Oklahoma. Fue hija de Charles W. Gunter, un banquero, y su esposa, Louise (apellido de soltera Currie), cuyo nombre de soltera lo tomaría para su apellido como actriz profesional.
Ella era prominente en la sociedad. Mientras asistía al Martha Washington Seminary, un colegio privado para mujeres jóvenes en Washington D. C., fue elegida una de las diez chicas más bellas de la sociedad en la capital de la nación. Ella asistió al Sarah Lawrence College de Nueva York, donde comenzó a interesarse en la actuación. Se trasladó a Hollywood, California, y asistió a la escuela de teatro de Max Reinhardt, donde fue descubierta por cazatalentos mientras participaba en la etapa de taller de la escuela.